# David Accam
David Accam (Accra, 1990. szeptember 28. –) ghánai válogatott labdarúgó.

## Sikerei, díjai
- Hammarby
  - Svéd kupa: 2020–21

## Külső hivatkozások
- David Accam Transfermarkt